# Исполин
Исполините са митични великани, споменати на две места в Стария завет. В Битие те са деца на „синовете Божии“ и „дъщерите човешки“ във времето преди Потопа,[Битие 6:4] а в Числа като техни потомци са представени потомците на Енак, които владеят Хеброн по времето на Моисей.[Числа 13:23-34]